# لری کادلو
لارنس اَلن کادلوْ (انگلیسی: Larry Kudlow؛ زادهٔ ۲۰ اوت ۱۹۴۷) چهره تلویزیونی و صاحبنظر اقتصادی محافظه کار آمریکایی است. در مارس ۲۰۱۸ او از سوی رئیس‌جمهور ترامپ به عنوان اداره‌کنندهٔ شورای ملی اقتصادی منصوب شد. او سابقاً مجری برنامه کادلو ریپورت در سی‌ان‌بی‌سی بود. مقالات متعددی از او در رسانه‌های چاپی و آنلاین به انتشار رسیده‌است.
کادلو که خود را یک حامی "جانب عرضه ریگانی " می‌خواند، به خاطر حمایت از کاهش مالیات‌ها و مقررات زدایی شهره است. او مدرک تحصیلی در اقتصاد ندارد.